# Афионкарахисар (вилает)
Афионкарахисар (на турски: Afyonkarahisar) е вилает в Западна Турция. Административен център на вилаета е едноименният град Афионкарахисар.
Вилает Афионкарахисар е с население от 828 201 жители (оценка от 2006 г.) и обща площ от 14 230 кв. км. Разделен е на 18 общини.

## Население
Численост на населението според преброяванията през годините:
| Година | Численост |
| 1990   | 738 979   |
| 2000   | 812 416   |
| 2011   | 701 461   |